# 侯赛因·格拉达什切维奇

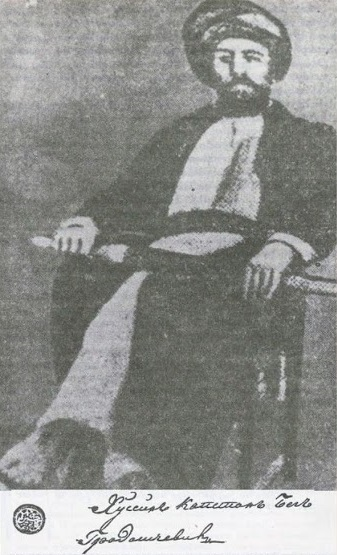
侯赛因·格拉达什切维奇

侯赛因·格拉达什切维奇（1802年8月31日—1834年8月17日），绰号波斯尼亚之龙。由于苏丹马哈茂德二世的改革废止了阿颜制（地方诸侯）他因此发起并领导了波斯尼亚起义，与奥斯曼帝国开战。他在奥斯曼帝国当时已经陷入混乱的西部省份长大，并凭借其聪颖宽厚的人格成为了波斯尼亚地区的名人。起义失败后，他出走奥地利，最终被允许回到土耳其但不得再踏入波斯尼亚半步。格拉达什切维奇于1834年死于君士坦丁堡。